# Tata Nano
Pour les articles homonymes, voir Nano (homonymie).
La Tata Nano est une automobile citadine créée par Tata Motors et dévoilée le 10 janvier 2008 lors du 9e salon de New Delhi Expo Auto, en Inde. Un des premiers enjeux de la Nano est de répondre de façon adaptée aux besoins du marché local en produisant une voiture accessible au plus grand nombre. Dans un second temps, l’objectif de Tata Motors est de s’implanter sur le marché international, notamment dans des pays comme la Chine, avec une voiture qui aurait les qualités de ses rivales à un prix défiant toute concurrence.
La Tata Nano de série (sans chauffage, ni ventilation, ni radio, ni direction assistée) est présentée comme la voiture neuve la moins chère du monde, avec un prix hors taxes de 100 000 roupies indiennes, soit approximativement 1 460 € ou 2 000 $US.
Elle est proposée avec une boîte de vitesses à quatre rapports, puis un peu plus tard équipée en option d'une boîte Easyshift pilotée.
Tata annonce l'arrêt de la Nano en novembre 2016.

## Modèles

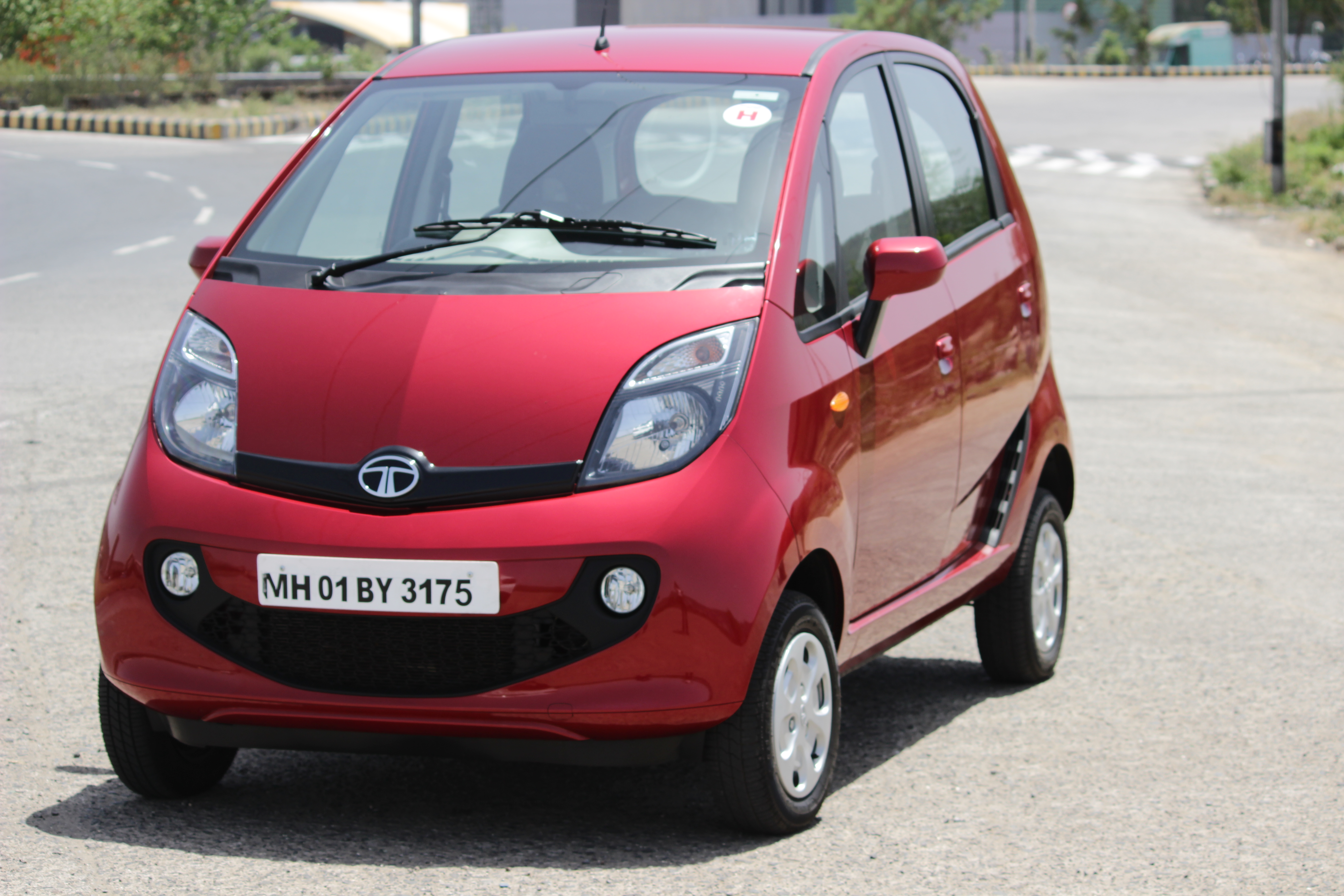
Une Nano en finition GenX.

Lors de sa sortie en Inde, la Nano existe en plusieurs niveaux de finition :
- Modèle de base, sans options ; pas d'habillage intérieur ;
- CX : Habillage intérieur, climatisation, vitres teintées ;
- LX : En plus des options de la CX, ce modèle est équipé de vitres avant à ouverture électrique, de pare-soleil, de pare-chocs de la couleur de la carrosserie, d’un système de verrouillage central et de phares anti-brouillard.
- GenX: Direction assistée, frein plus efficace, autoradio plus performant proposant le Bluetooth, boîte Easyshift pilotée avec mode Sport.

## Histoire

### Le concept
Le concept de la Nano revient à l’industriel indien Ratan Tata. Observant les deux-roues qui circulent dans les rues de Calcutta, transportant jusqu'à quatre personnes, des familles entières, Ratan se demande comment concilier les exigences de sécurité avec les possibilités financières de ces familles. Ratan Tata pense alors à un modèle qui combinerait la légèreté et le prix d’un scooter avec la stabilité d’une quatre-roues mais ne réussit pas à intéresser l’Association des fabricants de pièces automobiles, l’ACMA (Automotive Component Manufacturers' Association) à son idée. En 1998, Chrysler expérimente avec un prototype, la Chrysler CCV, destiné aux pays émergents, qui utilise des matériaux de synthèse, plus légers, mais qui ne sera pas commercialisé. En Inde, la Maruti 800, sortie en 1984, devient une des voitures les plus populaires sur le marché national, donnant aux constructeurs indiens une idée de ce qu’attendent les consommateurs.
Le concept de la Nano va désormais s’articuler autour de ces trois objectifs : garantir la sécurité des passagers, maintenir le prix accessible au plus grand nombre, trouver une formule qui assure la popularité du véhicule.

### Spécificités techniques

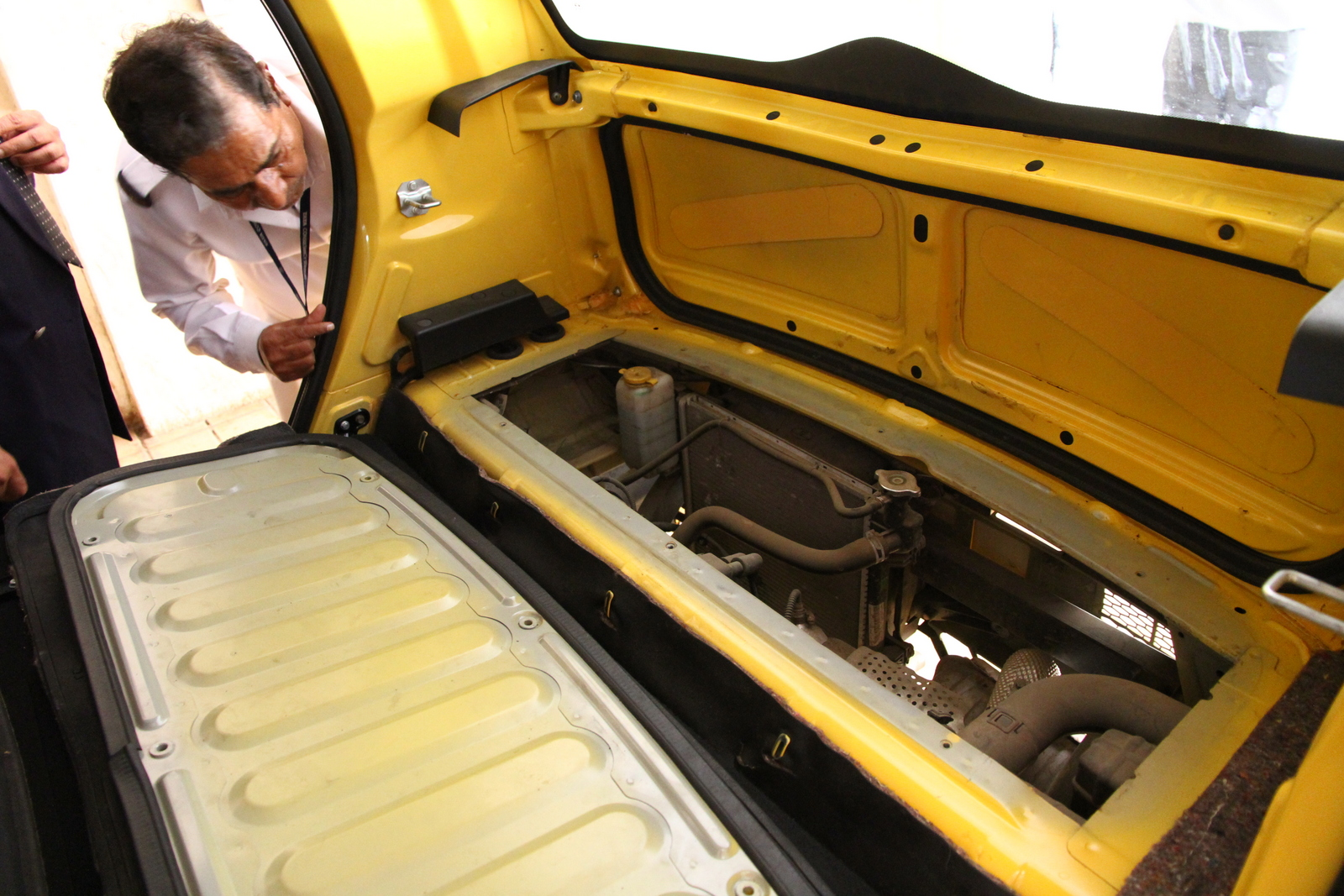
L'accès au moteur situé à l'arrière s'effectue en repliant les sièges.

- Tata Motors collabore avec Bosch pour concevoir un moteur à la fois puissant, mais plus simple que celui des voitures qui sont alors commercialisées.
- Le nombre d’essuie-glace est réduit à un (comme certaines Citroën).
- La taille réduite des roues, plus légères, plus économiques en termes de pneus, élimine la nécessité de la direction assistée (comme la Mini).
- Les roues arrière motrices sont légèrement plus larges que les roues avant pour assurer une tenue de route correcte dans les virages[4] (comme la Smart).
- La carrosserie de métal doit combiner légèreté pour le coût et rigidité pour la sécurité[4].
- Pour augmenter la place dans l’habitacle, les ingénieurs installent le moteur à l’arrière ; il sera accessible en repoussant les sièges des passagers[4] (comme la Smart).

### Les difficultés de production
La production de 250 000 exemplaires par an dans un premier temps puis de 500 000/an est prévue dans l'usine de Singur, État du Bengale occidental. Cependant, l'hostilité des paysans dont les terres ont été réquisitionnées pour la construction de l'usine, mouvement qui bénéficie du soutien de Mamata Banerjee, leader de l'opposition au parti au pouvoir, a décidé les dirigeants de Tata Motors à arrêter le chantier. L'entreprise a investi 350 millions de dollars dans l'aventure. Ces événements pourraient retarder la livraison des nanos, prévue pour octobre 2008 ,,. Au début du mois d'octobre 2008, Tata Motors prend la décision de délocaliser l'usine au Gujarat.
Les aléas qui affectent l’ensemble de l'économie mondiale en 2008 provoquent des inquiétudes sur la capacité de Tata à tenir ses promesses. Le prix symbolique annoncé de 100 000 roupies lors du lancement est menacé lors de la hausse du cours des matières premières en 2008, de même que pour tous les produits manufacturés. En juin 2008, Hyundai abandonne l'idée d'une voiture bon marché, laissant Renault-Nissan et Bajaj Auto, qui avaient conclu un accord en mai 2008, comme seuls concurrents possibles de la Tata Nano sur le marché indien. La baisse des cours des matières premières éloigne cette menace, mais la crise de 2008 a touché l’entreprise, qui a perdu 58,5 millions de dollars au cours du dernier trimestre de l’année. De plus Tata Motors s'est endettée en juin 2008 pour racheter Jaguar et Land Rover à Ford. Le succès de la Nano représente un gros enjeu pour la compagnie, qui annonce la sortie du véhicule avec sept mois de retard pour le 23 mars 2009,.
En 2009, Tata Motors ne dispose que d’une unité de production à Pantnagar (Uttaranchal) près de New Delhi. L’usine, qui produisait des camionnettes, a dû être reconvertie, les installations dédiées à la voiture dans le Gujarat étant encore en construction ; elle doit revoir la production à la baisse. La compagnie estime pouvoir livrer 50 000 véhicules au lieu des 250 000 initialement prévus. Le journal Le Monde estime que les retards de production ont joué en faveur des concurrents, Maruti ou Bajaj, qui préparent une riposte. Le magazine libéral britannique The Economist note qu’aux sept mois de retard sur les dates annoncées, il faut ajouter un nouveau délai avant que les clients ne puissent passer commande et plusieurs mois d’attente avant que le véhicule ne leur soit livré. Seuls les 100 000 premiers acheteurs pourront bénéficier du tarif annoncé de 1 lakh, et si les commandes dépassent ce chiffre, ils seront tirés au sort. Pour les autres acheteurs, le prix de base en mars 2009 est de 123 360 roupies.

## Réactions

### La voiture

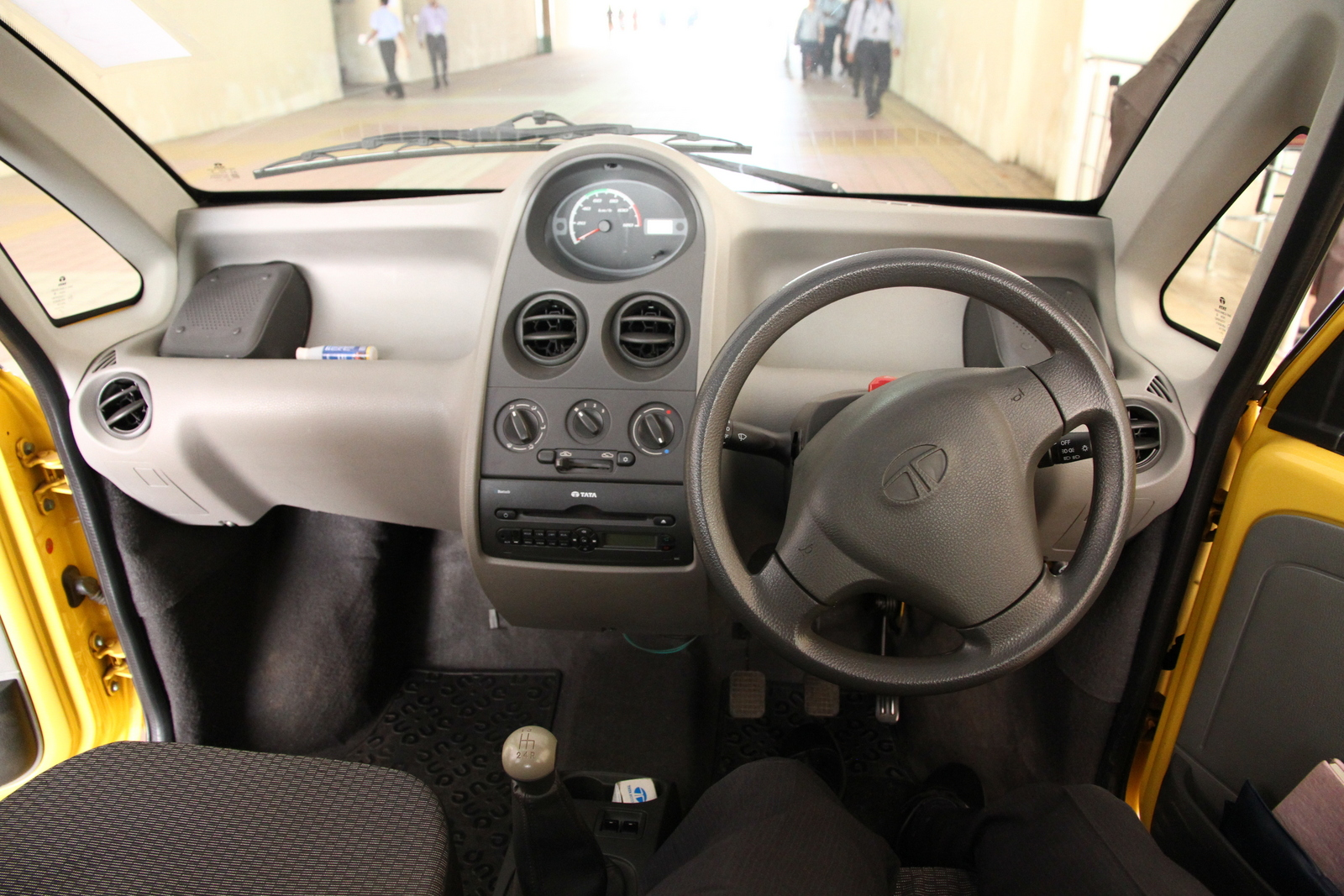
Intérieur de la Nano.

La voiture est bien accueillie par les médias et le public indiens : « Nano's real and cool » titre The Times of India, notant que l’attente du public est maintenant récompensée par ce véhicule « esthétique, spacieux, doté de quatre sièges, économique, assez puissant et agréable à conduire. Et en plus, il est incroyablement bon marché ». La revue spécialisée Zigwheels annonce : « elle est enfin là, tant pis pour les sceptiques » avant de faire un compte rendu positif de ses performances. Le courrier des lecteurs insiste à la fois sur l’intérêt de la Nano comme véhicule urbain, sur ses prouesses technologiques mais aussi sur l’importance pour l’Inde de produire une voiture qui fait entrer l’industrie automobile nationale sur la scène internationale. Même écho positif chez le magazine Overdrive.

### Impact environnemental
Du côté écologiste, les remarques sont plus mitigées. Miser sur la voiture privée, c'est renoncer à développer les transports en commun et adopter un modèle qui a déjà démontré ses dangers dans les pays occidentaux : ralentissement de la circulation dans les grandes villes et pollution accrue, un « cauchemar » pour le prix Nobel Rajendra Kumar Pachauri qui préside le Groupe d'experts intergouvernemental sur l'évolution du climat. Est-ce que la Nano est capable de tenir ses promesses en matière d’environnement ? Quel impact pourrait avoir le « transport privé de masse » sur la planète lorsqu’un des pays les plus peuplés du monde comme l’Inde adopte le modèle consumériste occidental ?

### Échec commercial
Les experts notent que la crise de 2008 a créé une conjoncture favorable au marché de l’occasion, et que les acheteurs potentiels pourraient se tourner vers des modèles de seconde main plus luxueux si Tata Motors ne pouvait suffire à alimenter la demande.
Les avis sont partagés sur l’avenir de la Nano sur le marché international. Les uns notent que Tata a su s’adapter à un marché émergent que la plupart des constructeurs actuels méconnaissent et que l’Inde possède des atouts uniques : savoir-faire hautement compétitif, main-d’œuvre bon marché, environnement multiple qui lui permet de tester les véhicules dans toutes les conditions possibles, marché intérieur suffisamment important pour espérer amortir les investissements. Chez les constructeurs automobiles, la sortie de la Nano est perçue comme un défi. Bajaj Auto, Chrysler, Renault-Nissan, Toyota Motor avaient déjà annoncé qu’ils travaillaient à un nouveau modèle de voiture économique. Skoda décide d’avancer la sortie d’un nouveau modèle de petite voiture.
Alors que l'objectif initial était de produire 20 000 unités par mois, les ventes annuelles ne sont que d'environ 10 000 unités en 2014. La production chute à 400 véhicules en juin 2016 et le 4 novembre 2016, Tata Motors reconnaît officiellement que la Nano n'a produit que des pertes et annonce l'arrêt de la production.

## Version européenne
La version européenne de la Tata Nano est dévoilée au Salon de Genève 2009. Elle est mieux équipée en matière de confort et de sécurité (Crash Tests Euro NCAP) que la version destinée aux marchés émergents. En particulier, elle respecte la norme européenne d'émission Euro 5. Son coût est estimé à 5 000 €. Prévue pour 2010-2011 puis repoussée à 2015, sa commercialisation n'a finalement jamais eu lieu.

### Les «voitures pour tous»
- Ford T (États-Unis, 1908) ;
- Fiat 500 Topolino (Italie, 1936) ;
- Volkswagen Coccinelle (Allemagne, 1938) ;
- Renault 4CV (France, 1947) ;
- Citroën 2CV (France, 1948) ;
- Renault 4 (France, 1961) ;
- Austin Mini (Royaume-Uni, 1959)
- Dacia Logan (Roumanie, 2004)
- Renault Kwid (Inde, 2015)
- Wuling Hongguang Mini EV (Chine, 2020)
- Citroën Ami (2020) (France 2020)